# Pelican Lake (Pelican River, Manitoba)
Der Pelican Lake ist ein See im Westen der kanadischen Provinz Manitoba.

## Lage
Der See liegt in der Division No. 19. Der Pelican Lake liegt 70 km ostnordöstlich von Swan River zwischen dem Swan Lake im Westen und dem Zentralteil des Winnipegosissees im Osten. Der schwer zugängliche See liegt in einem sumpfigen Gelände. Der Pelican Lake hat eine Nord-Süd-Ausdehnung von 24 km und eine maximale Breite von etwa 8,5 km. Seine Wasserfläche umfasst 154,6 km². Im äußersten Süden des Pelican Lake liegt die kleine Insel Dunoya Island. Der Pelican River durchquert den See in nördlicher Richtung und entwässert ihn dabei zur 6 km weiter nördlich gelegenen Pelican Bay, einer Bucht des Winnipegosissees. 